# Dobropillia (huyện)
Huyện Dobropillia (tiếng Ukraina: Добропільський район, chuyển tự: Dobropillias’kyi raion) là một huyện của tỉnh Donetsk thuộc Ukraina. Huyện Dobropillia có diện tích 949 km², dân số theo điều tra dân số ngày 5 tháng 12 năm 2001 là 20482 người với mật độ 22 người/km2. Trung tâm huyện nằm ở Dobropillia.